# Rhodopan
Rhodopan là một chi bướm đêm thuộc họ Geometridae.